# Scleronephthya
Genre
Scleronephthya est un genre de coraux mous de la famille des Nephtheidae.

## Description
Ces coraux sont mous, généralement de couleur vive (plus ou moins translucide), et présentent des ramifications.

## Liste des espèces
Selon World Register of Marine Species (27 novembre 2014) :
- Scleronephthya corymbosa Verseveldt & Cohen, 1971
- Scleronephthya crassa (Kükenthal, 1906)
- Scleronephthya flexilis Thomson & Simpson, 1909
- Scleronephthya gracillimum (Kükenthal, 1906)
- Scleronephthya lewinsohni Verseveldt & Benayahu, 1978
- Scleronephthya pallida (Whitelegge, 1897)
- Scleronephthya pustulosa Wright & Studer, 1889
- Scleronephthya spiculosa (Kükenthal, 1906)

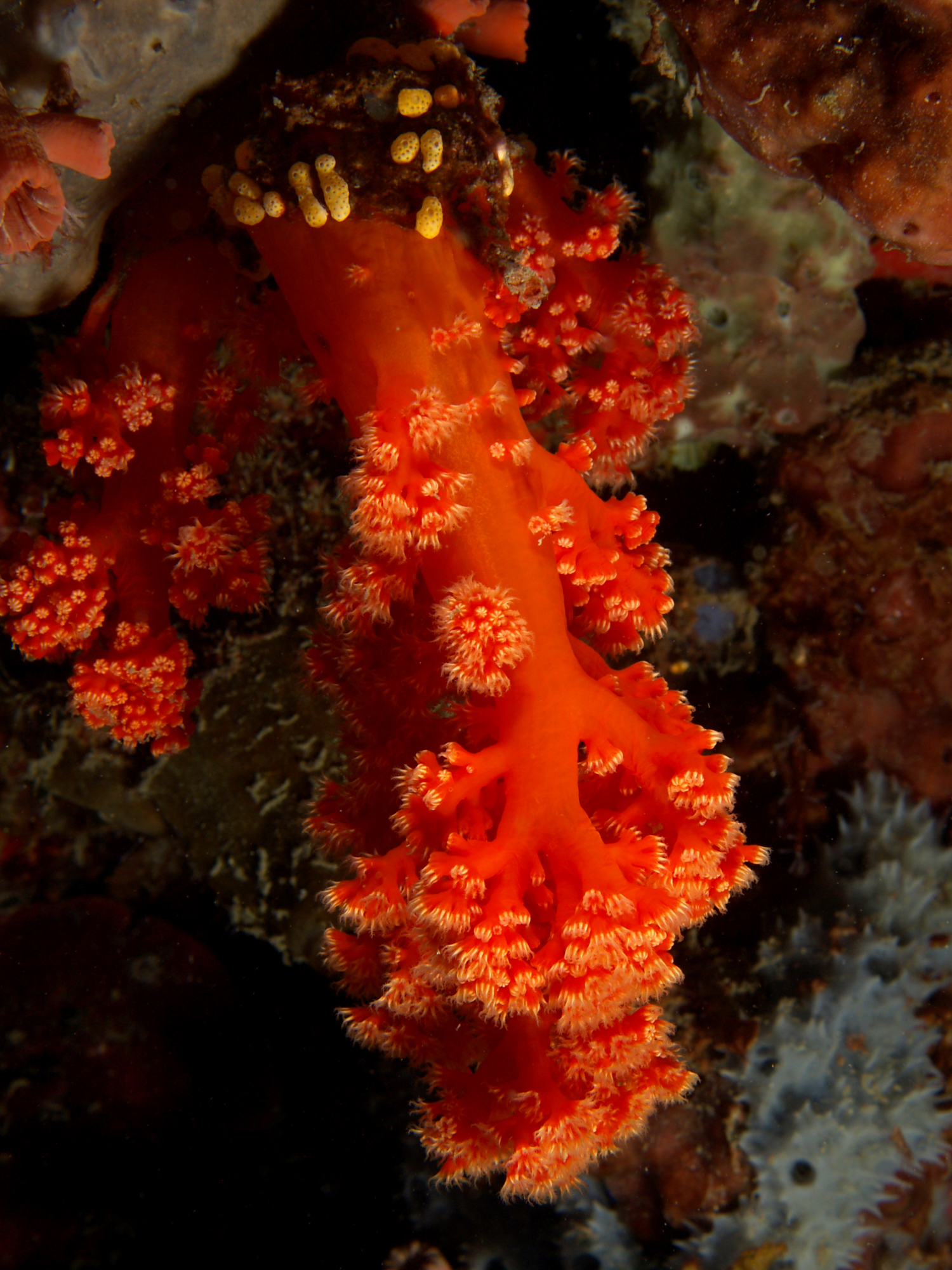
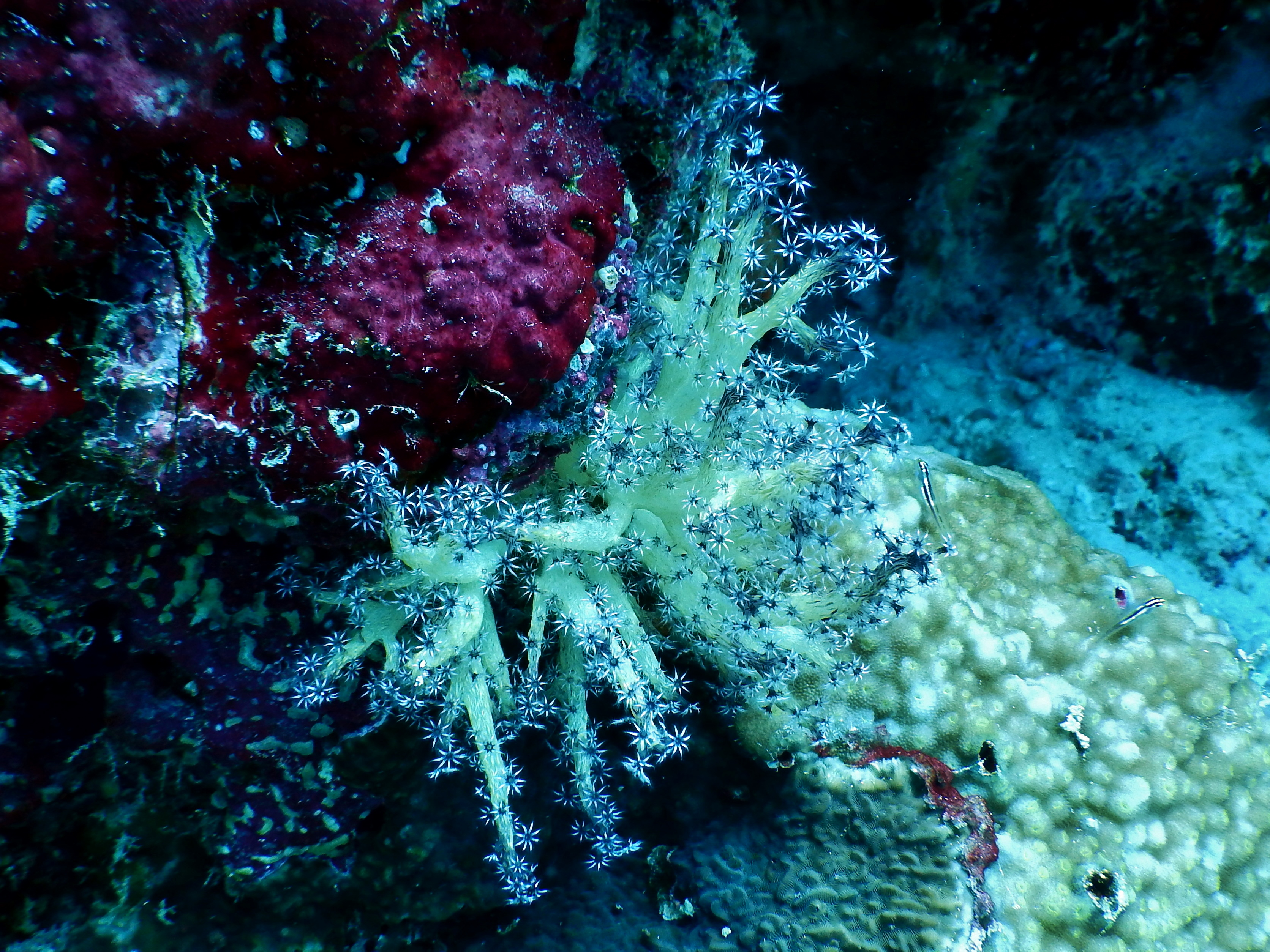
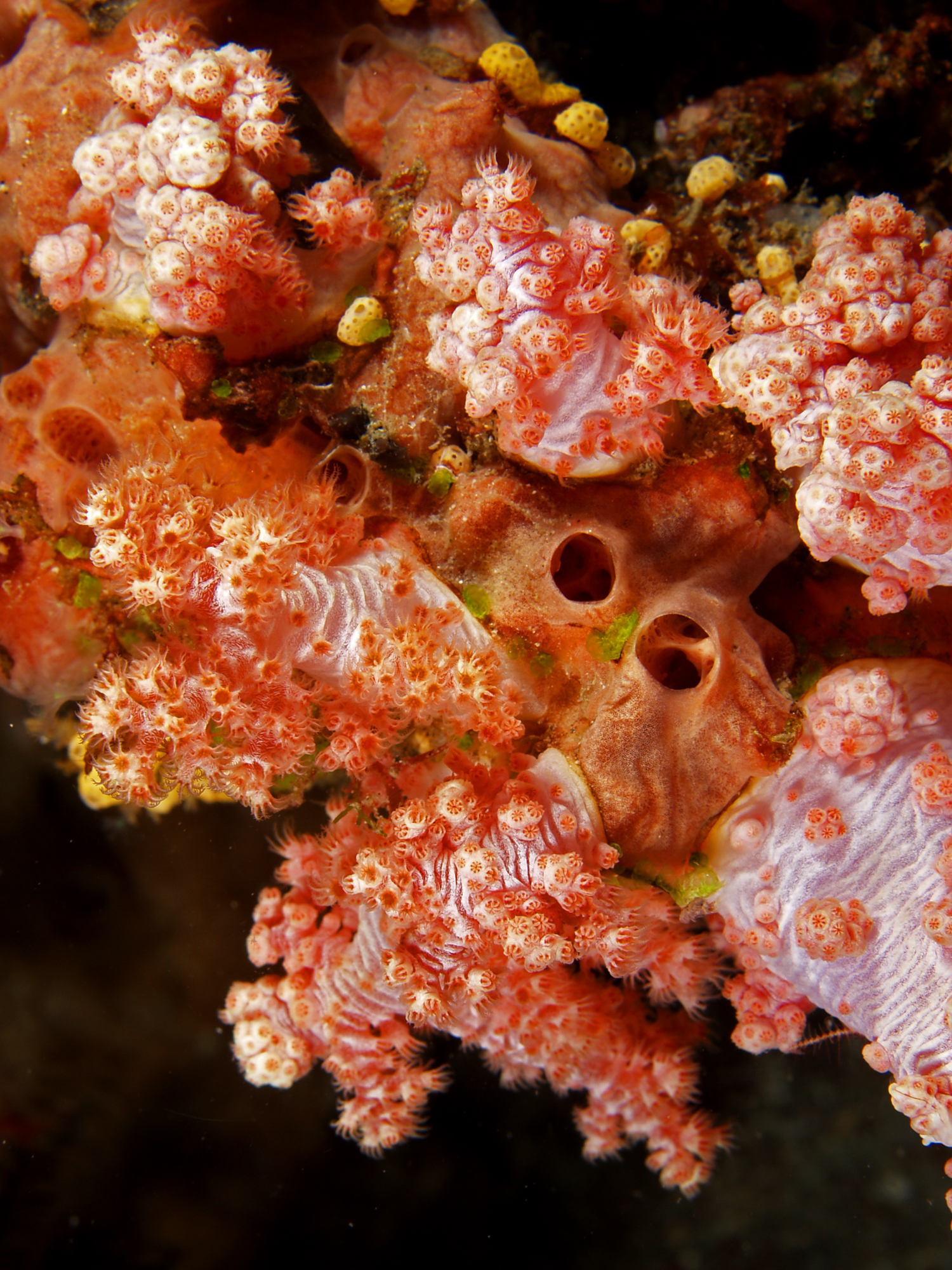
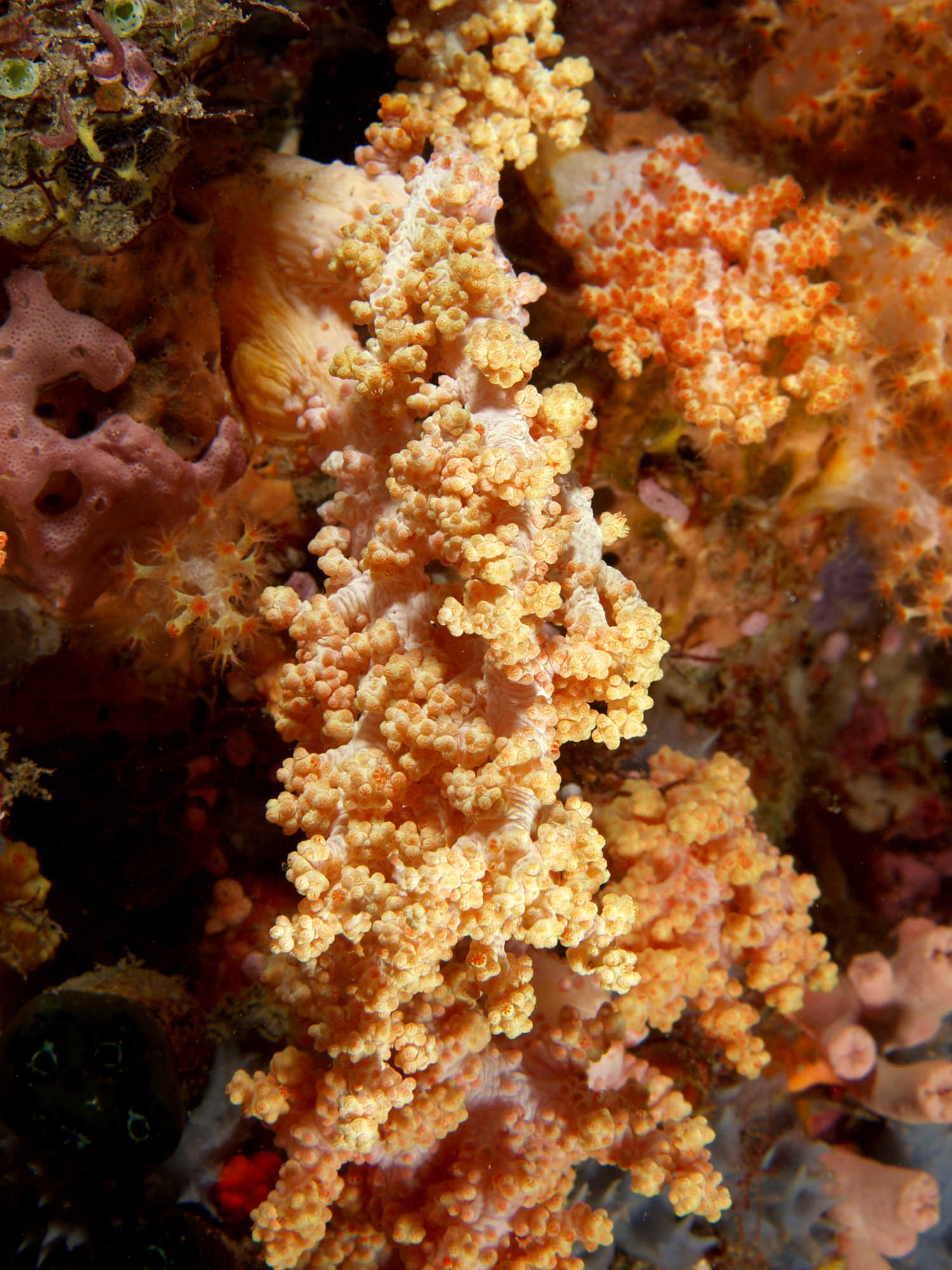
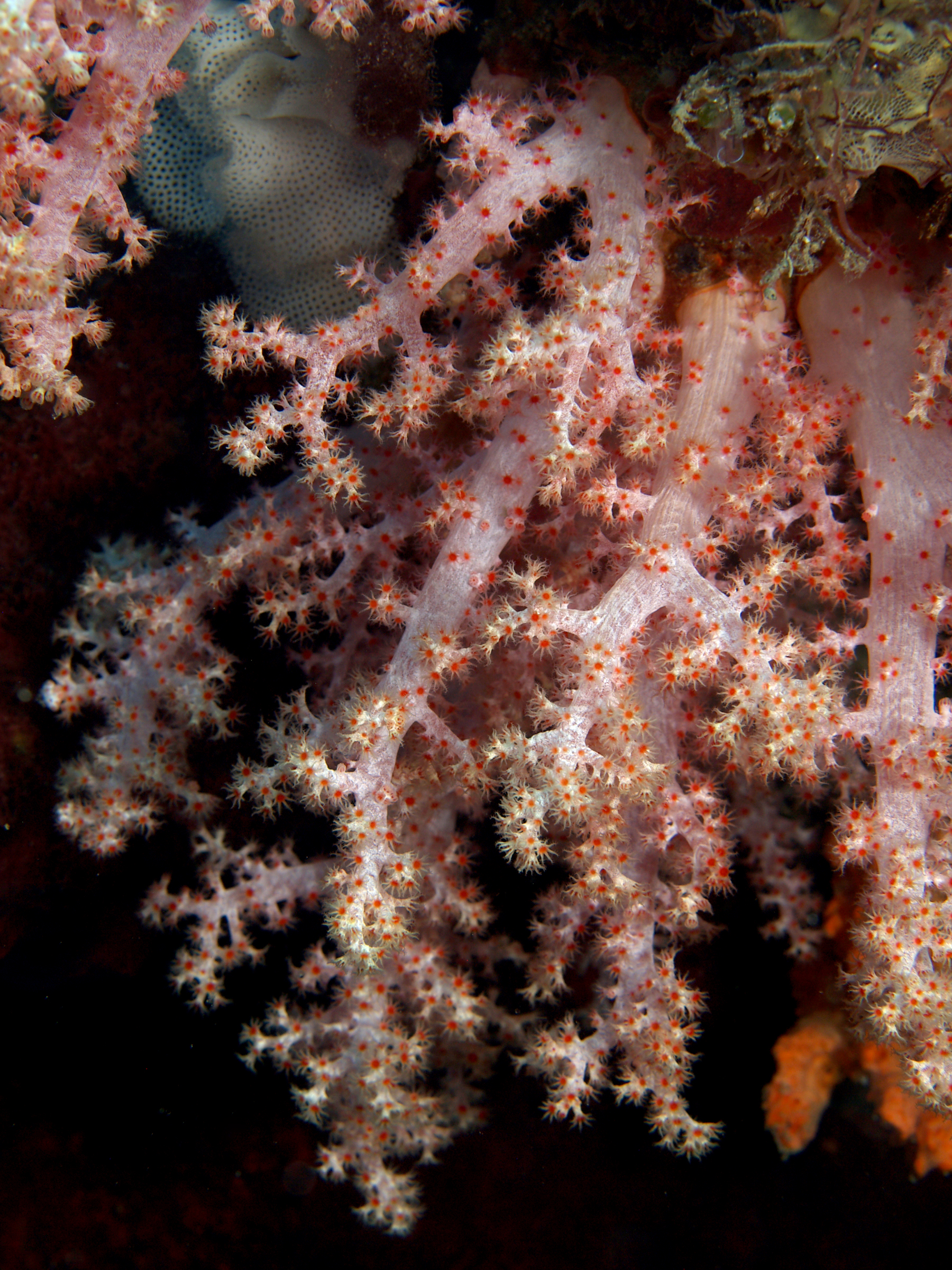